# Vävteknik
Vävteknik handlar i första hand om hanterar vävstolens olika delar för att tillverka sin väv. Sekundärt kan ordet vävteknik även syfta på det vävsätt som man använder, vilket syns på den färdiga väven.

## Teknik att väva
Tekniken att väva för golvvävstolar grundar sig på samma principiella metod för uppsättning av varpen. Man varpar den längd av garnet som räknats fram med hjälp av en vävsedel. Innehållet i vävsedeln finns ingen standard för, men den utgår från att man ska inkludera beräkningar för vävens inslagstäthet, färdiga tygbredd, vävbredd, skedbredd, trådantal inklusive stadträdning, därtill vävlängd med tygets beräknade krympning, fållar och provvävning, samt invävning, framknytning, effsingar och sist även varpställningens mått. Som regel noterar man också inledningsvis vad man ska väva (matta, bordsduk, löpare, gardin, rana, pläd och så vidare) och vilken slags vävteknik man skall använda samt vilket material som används i varp och inslag.
Efter varpningen sätts skälstickorna på plats inför momentet att förskeda då man fördelar varpen jämnt över bredden, sedan förflyttar man varpflätan till vävstolens bakre varpbom och låter skälstickorna byta plats från vävskedens ena sida till den andra för att hamna på rätt sida om slagbommen och underlätta pådragningen.
Efter pådragning av varpen på varpbommen är det dags att ta bort förskeden och solva alla trådarna, därefter skedar man i den sked som ska användas vid vävningen. Sedan knyts solvskaften fast på rätt plats med nickepinnarnas hjälp, med en jämn placering i förhållande till stolens mått och tramporna knyts fast i solvskaften. Slutligen görs framknytning och sen börjar det roliga, själva vävandet.

## Vävsätt
Vävteknik är annars till vardags för en vävare begreppet för vilket slags vävsätt man använder. Se vidare: tuskaft, kypert, gåsögon, rosengång, gubbaväv = bunden rosengång, munkabälte, finnväv, krabbasnår, smålandsväv, myggtjäll, hålkrus, upphämta, dräll, daldräll, karelsk spets, damast och så vidare.

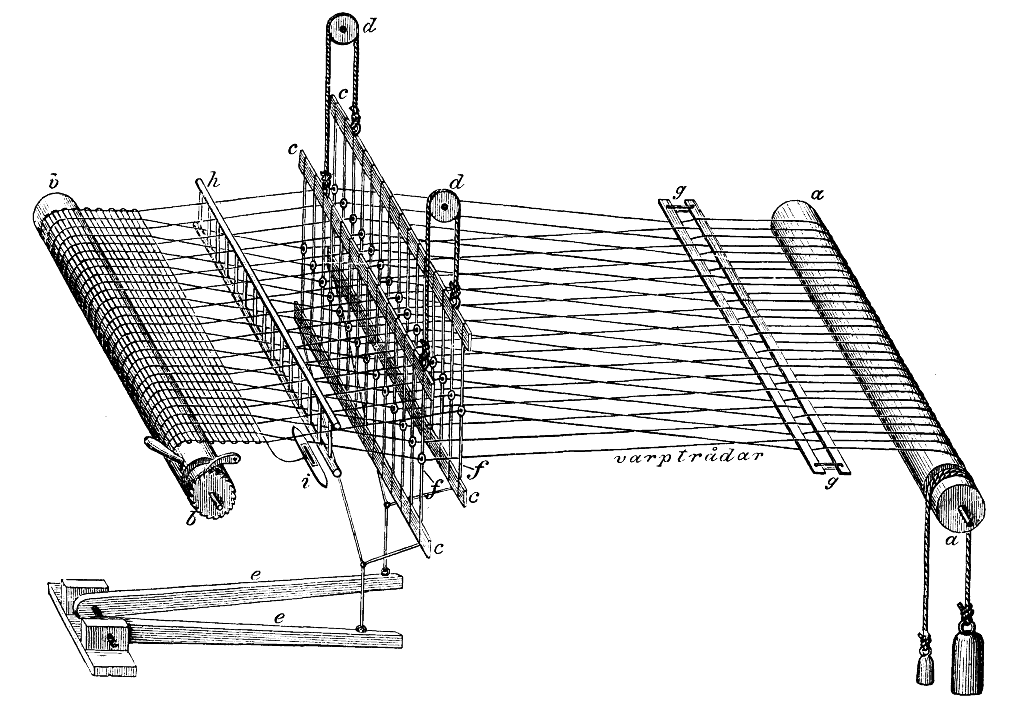
Schematisk handvävstol
a varpbom
b tygbom
c solvskaft
d trissor (nickepinnar vid >2 skaft)
e trampor
f solv
g skälstickor
h vävsked
i inslag.